# پارک ملی اندره فلیکس
پارک ملی اندره فلیکس (به لاتین: Andre Felix National Park) یک پارک ملی در جمهوری آفریقای مرکزی است که در جمهوری آفریقای مرکزی واقع شده‌است.